# 星火路駅
星火路駅（せいかろえき）は、中華人民共和国江蘇省南京市浦口区南京高新技術産業開発区の南西側にある、南京地下鉄3号線の駅である。

## 歴史
- 2015年4月1日3号線の駅として開業。

## 駅構造
島式ホーム1面2線の地下2層構造の駅である。
| 地下1階 | コンコース                 | 改札口、自動券売機、サービスセンター、駅商店、駅警備室、セキュリティ |  |
| 地下2階 | ●3号線                     | 琥珀泉 行き（林場・南京北駅・花旗営 方面）                           |  |
|         | 島式ホーム、左側の扉が開く |                                                                      |  |
|         | ●3号線                     | 秣陵 行き（雨花門・大明路・誠信大道・秣周東路方面）                  |  |

### のりば
| 番線 | 路線            | 方面                                   | 行先        |
| ---- | --------------- | -------------------------------------- | ----------- |
|      | 南京地下鉄3号線 | 林場・南京北駅・花旗営 方面            | 琥珀泉 行き |
|      | 南京地下鉄3号線 | 雨花門・大明路・誠信大道・秣周東路方面 | 秣陵 行き   |

## 隣の駅
南京地下鉄
■3号線
林場駅- 星火路駅- 東大成賢学院駅